# Андрияускас, Антанас
Анта́нас Андрияускас (лит. Antanas Andrijauskas; 3 ноября 1948 года, Kayнас,  Литва)-  академик Литовской академии наук, доктор философских наук, профессор. Он является старшим научным сотрудником кафедры сравнительной культурологии в Институте исследований культуры, философии и искусств Литвы и профессор Вильнюсской академии изящных искусств. Андрияускас — президент Литовской эстетической ассоциации

### Жизнь и образование
Антанас Андрияускас родился в Каунасе, Литва, 3 ноября 1948 года. В 1973 году окончил Московский государственный университет имени М. В. Ломоносова по специальности «философия». В 1978 году защитил кандидатскую диссертацию, в 1990 году докторскую диссертацию. С 1981 по 1982 год он стажировался в Париже - Сорбонна (Университет Париж-I) и Коллеж де Франс, а в 1998 году проводил исследования в Центре исследований искусств Университета Париж-X Нантер. Он читал лекции в качестве приглашенного профессора по всему миру в различных высших учебных заведениях.

### Научная деятельность
Андрияускас известен своими работами в области гуманитарных наук, является автором 28 монографий, 55 сборников статей и более 650 научных статей на разных языках.  Кроме того, он основал и является главным редактором различных академических изданий и членом редколлегий литовских и международных журналов.

### Участие в редколлегиях научных изданий
Председатель редколлегии серии книг East – West: Comparative studies
Председатель редколлегии серии книг Aesthetics and Philosophy of Art Studies
Председатель редколлегии серии книг Bibliotheca Orientalia et Comparativa
Председатель редколлегии серии книг Culturology
Председатель редколлегии серии книг Non-Classical Philosophy
Председатель редколлегии серии книг Lithuanian Culture Studies
Председатель редколлегии серии книг Lithuanian Jewish Culture
Председатель редколлегии серии книг Non-Classical and 20th Century Philosophy   Председатель редколлегии серии книг Unio Pictorum
Председатель редколлегии научного журнала «SOVIJUS»
Член редколлегии научного журнала  Aesthetica Universalis
Член редколлегии научного журнала «Logos»
Член редколлегии научного журнала «Acta Orientalia Vilnensia»
Член редколлегии научного журнала «Eidos»
Член редколлегии научного журнала «Limes»
Участие в деятельности национальных и международных научных учреждений и организаций
Действительный член Литовской академии наук - академик
Многолетний президент Литовской ассоциации эстетиков
Многолетний президент Литовской ассоциации востоковедов
Член Государственной комиссии по символике и наименованию Литвы
Член Научной редакционной коллегии Всеобщей литовской энциклопедии
Член Ученого совета Всеобщей литовской энциклопедии
Эксперт различных литовских и зарубежных фондов и комиссии
Избранные труды
Монографии (на литовском языке):
1. Андрияускас А. Философия искусства (критический анализ концепций XVIII–XX вв.). Вильнюс: Mintis, 1990.–308 с. ISBN 5417-00335-2
2. Андрияускас А.  Искусство и прекрасное. История идей эстетики и философии искусства (Восток–Запад). Вильнюс: VDA, 1995.–702 с. ISBN 9986571-08-1
3. Андрияускас А. Искусство и прекрасное. История идей эстетики и философии искусства (Восток–Запад), (второе переработанное издание). Вильнюс: VDA, 1996. –707 с. ISBN 9986571-08-1
4. Андрияускас А. Метаморфозы теории цивилизации и распространение идей компаративизма // Культура и цивилизация. Вильнюс: Gervelė, 1999.– 156 с. ISBN 9986638-12-7
5. Андрияускас А. Вселенная культуры: пролегомены к морфологическому анализу // Культурология 6. Вильнюс: Gervelė, 2000.– 165 с. ISBN 9986638-19-4
6. Андрияускас А. Традиционная японская эстетика и искусство. Вильнюс: Vaga, 2001.– 670 с. ISBN 9785-415015-62-7
7. Андрияускас А. Ориентализм и компаративистика // Культурология 7, Вильнюс: KFMI, 2001. – 168 с. ISBN 9986638-23-2
8. Андрияускас А. Сравнительная история идей цивилизации. Вильнюс, VDA, 2001.– 628 с. ISBN 9986571-74-X
9. Андрияускас А. Историческое развитие отношений между восточными и западной цивилизациями // Культурология 8. Вильнюс: KFMI, 2002. – 195 с. ISBN 9986638-36-4
10. Андрияускас А. История и теория культурологии. Вильнюс: VDA, 2003. – 634 с. ISBN 9986571-91-X
11. Андрияускас А. Профили культуры, философии и искусства (Восток–Запад–Литва), Вильнюс: KFMI, 2004.– 623 с. ISBN 9986638-41-0
12. Андрияускас А. Сравнительное видение: эстетика и философия искусства Востока. Вильнюс: KFMI, 2006. – 138 с. ISBN 18223192
13. Развитие литовского европеизма: текущие и будущие вызовы, (коллективная монография). Составитель А. Андрияускас. Вильнюс: KFMI, 2006. – 288 с. ISBN 9986638-71-2
14. Андрияускас А. Искусство литваков в контексте Парижской школы. Вильнюс: Вильнюсская аукционная библиотека, Meno rinka, 2008. – 312 с. ISBN 978609-8014-00-6
15. Andrijauskas  A.  Litvak Art in the Context of L’école de Paris. Vilnius: Vilniaus aukciono
```
biblioteka, Meno rinka,  2008. – 312 p. 
ISBN 978609-8014-01-3
```

16. Андрияускас А. Метаморфозы неклассической и постмодернистской философии. Вильнюс: Вильнюсская аукционная библиотека. Meno rinka,, 2010. – 648 с. ISBN 978609-8014-06-8
17. Андрияускас А. Адомас Галдикас: Пространство лирической абстракции. Вильнюс: Вильнюсская аукционная библиотека, Meno rinka, 2014. – 336 с. ISBN 978609-8014-14-3 18. Андрияускас А. Тоска по вечности: традиционная индийская культура, эстетика и искусство. Вильнюс: LKTI, 2015. – 608 с. ISBN 9789955-868-75-0
19. Андрияускас А. Пространство воображения: традиционная китайская эстетика и искусство. Вильнюс: LKTI, 2015. – 608 с. ISBN 9789955-868-80-4
20. Андрияускас А. Эстетика и теория искусства Ближнего Востока, Индии и исламского мира. Вильнюс: LKTI, 2017. – 720 с. ISBN 9789955-868-95-8
21. Андрияускас А. Традиционная эстетика и теория искусства Восточной Азии. Вильнюс: LKTI, 2017. – 720 с. ISBN 9789955-868-95-5
22. Андрияускас А. Западная эстетика и философия искусства. Вильнюс: LKTI, 2017. – 720 с. ISBN 9789955-868-95-2
23. Андрияускас Антанас и Андрияускас Константинас. Метаморфозы истории цивилизации: сравнительный подход к неевропейскому миру. Вильнюс: LKTI, 2018. – 608 с. ISBN 978609-8231-06-9
24. Андрияускас А. Психология искусства: от истоков творчества к психопатологии. Вильнюс: LKTI, 2019. – 840 с. ISSN 1822–3192; ISBN 978609-8231-19-9
25. Андрияускас А. Отражение теософской философии искусства в живописи Стабраускаса и Чюрлёниса. Вильнюс: LKTI, 2021. – 288 с. ISSN 2783–6274; ISBN 978609-8231-34-2
26. Андрияускас А. Метаморфозы ориентализма Чюрлениса. Вильнюс: LKTI, 2022. – 168 с. ISSN 2783–6274; ISBN 978609-8231
27. Андрияускас А. Чюрленис: Трагический полет непонятого гения. Том первый. Вильнюс: LKTI, 2023. – 632 с. ISSN 2783–6274; ISBN 978609-8231-68-7
28. Андрияускас А. Чюрленис: Трагический полет непонятого гения. Том второй. 2024. Вильнюс: LKTI. – 880 с. ISSN 2783–6274, ISBN 978609-8231-83-0
Сборники статей
1. Рид Г. Краткая история современной живописи. Составил А. Андрияускас. Вильнюс: Vaga, 1994. – 146 с. ISBN 5-415-00899-3
2. История эстетики. Антология, том. 1: Древний Восток /Античность. Составил А. Андрияускас. Вильнюс: Pradai, 1999. – 708 с. ISBN 9986-776-65-1 (Том 1)
3. Ортега-и-Гассет Ж. Тема нашего времени и другие очерки. Составил А. Андрияускас. Вильнюс: Vaga, 1999. – 549 с. ISBN, 5415014535, 9785415014538
4. Юнг К. Г. Психоанализ и философия. Составитель А. Андрияускас. Вильнюс: Pradai, 1999. – 439 с. ISBN 9986-778-71-6
5. Восток–Запад: Сравнительные исследования – I. Составитель А. Андрияускас. Вильнюс: Vaga, 2002. – 495 с. ISBN 5415016120
6. Восток–Запад. Сравнительные исследования – II. Культурология–7, KFMI. Составитель А. Андрияускас. Вильнюс: KFMI, 2001. – 384 с. ISBN 9986-638-23-2
7. Восток–Запад. Сравнительные исследования – III. Культурология–8, KFMI. Составитель А. Андрияускас. Вильнюс: KFMI, 2002. – 591 с. ISBN 9986-638-36-4
8. Восток–Запад: Культурное взаимодействие, Lumen Foundation. Составитель А. Андрияускас. Вильнюс: KFMI, 2002.– 357 с. ISBN 9986-721-43-1
9. Трансформации эстетики и философии искусства. Составитель А. Андрияускас. Вильнюс: KFMI, 2005.– 700 с. ISBN 9955-699-25-6.
10. Восток–Запад. Сравнительные исследования – IV. Культурология–12, KFMI. Составитель А. Андрияускас. Вильнюс: KFMI, 2005. – 591 стр. ISSN 1822-2242; ISBN 9986-638-68-2
11. Парадоксы существования: философские интерпретации Кьеркегора, Versus Aureus, Составитель А. Андрияускас. Вильнюс: KFMI, 2006. – 336 стр. ISSN 18222-6523; ISBN 978-9955-34-143-7
12. Развитие литовской европейскости: вызовы настоящего и будущего. Составитель А. Андрияускас. Вильнюс: KFMI, 2006. – 288 стр. ISBN 9986-638-71-2
13. Изменение территорий эстетики и философии искусства. Составил А. Андрияускас. Вильнюс: KFMI, 2006. – 600 с. ISSN 1822-3192; ISBN 9986-638-72-0.
14. Витенис Лингис: живопись, графика, Составитель А. Андрияускас. Вильнюс, 2006.– 156 с. ISBN 9955-638-68-0
15. Апология жизни: Интерпретации Ницше. Составитель А. Андрияускас. Вильнюс: Versus Aureus, 2006. – 496 с. ISSN 18222-6523; ISBN 978-9955-699-70-5
16. Сравнительная эстетика Востока и Запада. Составитель А. Андрияускас. Вильнюс: KFMI, 2006.– 543 с. ISSN 1822-3192; ISBN 978-9986-84-1.
17. Восток–Запад. Сравнительные исследования – V . Культурология –14. Составитель А. Андрияускас. Вильнюс: KFMI, 2006. – 511 с. ISSN 1822-2242; ISBN 9986-638-85-8
18. Соломонас Тейтельбаумас: живопись, рисунки. Составитель А. Андрияускас. Вильнюс: Maldis, 2007. – 111 стр.
19. Восток–Запад. Сравнительные исследования – VI. Составитель А. Андрияускас. Вильнюс: KFMI, 2007. – 496 стр. ISBN 978-9986-638-90-2
20. Метафизика воли: интерпретации философии Шопенгауэра. Составитель А. Андрияускас. Вильнюс: Versus Aureus, 2007. – 528 стр. ISSN 18222-6523; ISBN 978-9955-34-047-8
21. Взаимодействие проблемных полей эстетики и философии искусства. Составитель А. Андрияускас. Вильнюс: KFMI, 2008.– 544 с. ISBN 978-609-8231-35-9
22. Восток–Запад. Сравнительные исследования – VII. Составитель А. Андрияускас. Вильнюс: KFMI, 2008. – 512 с. ISBN 978-9955-868-05-7
23. Жизненный порыв: интерпретации философии Бергсона. Составитель А. Андрияускас. Вильнюс: KFMI, 2008. – 537 с. ISSN 18222-6523; ISBN 978-9955-34-143-7
24. Преемственность национальной идентичности и саморазвитие в условиях европейской интеграции, Составители А. Андрияускас, В. Рубавичюс. Вильнюс: Kronta 2008. – 288 с. ISBN 978-609-401-016-3
25. Восток–Запад. Сравнительные исследования – VIII. Составитель А. Андрияускас. Вильнюс: Kronta, 2008. – 432 с. ISBN 978-9955-868-26-2
26. Еврейское культурное наследие: история и современность. Составитель А. Андрияускас. Вильнюс: Kronta, 2009. – 452 с. ISBN 978-609-401-068-2
27. Интерпретации феномена постмодернизма. Составитель А. Андрияускас. Вильнюс: Versus aureus, 2009. – 602 с. ISBN 978-9955-34-241-0
28. Валентинас Альгирдас Калюнас. Размышления о переживаниях и опыте: Картины, рисунки, фотографии. Составитель А. Андрияускас. Вильнюс: Bitutės, 2010. – 108 с. ISBN 978-9986-439-48-0
29. Восток–Запад. Сравнительные исследования – IX. Составитель А. Андрияускас. Вильнюс: LKTI, 2010. – 512 с. ISBN 978-9955-868-26-2
30. Восток–Запад. Сравнительные исследования – X. Сигитас Геда: Литовизация мировой культуры. Составитель А. Андрияускас. Вильнюс: LKTI, 2010.– 600 с. ISBN 978-9955-868-30-9
31. Восток–Запад. Сравнительные исследования – XI. Взаимодействие культур. Составил А. Андрияускас. Вильнюс: LKTI, 2011. – 592 с. ISBN 978-9955-868-37-832.
32. Восток-Запад. Сравнительные исследования – XII. Феномен Альгиса Уждавиниса, Вильнюс: LKTI. Составил А. Андрияускас. Вильнюс: LKTI, 2012. – 576 с. ISBN 978-9955-868-55-2
33. Еврейское культурное наследие Литвы: мир повседневной жизни, Вильнюс: LKTI, Составитель А. Андрияускас, 2013. – 576 с. ISBN 978-9955-868-60-634
34. Восток–Запад. Сравнительные исследования– XIII. Составитель А. Андрияускас. Вильнюс: LKTI, 2014.– 704 с. ISBN 9789955-868-73-6
35. Интерпретации феномена психоанализа. Составители А. Андрияускас, В. Рубавичюс, Вильнюс: LKTI, 2016. – 592 с. ISBN 978609-8014-18-1
36. Восток–Запад. Сравнительные исследования– XIV. Составитель А. Андрияускас. Вильнюс: LKTI, 2016.– 608 с. ISBN 9789955-868-90-3
37. Сутин и Парижская школа. Из художественной коллекции Шмуэля Таца. Нью-Йорк–Вильнюс, 2016.
38. Валентинас Альгирдас Калюнас. Земля Варены: источники творчества. Составил А. Андрияускас. Вильнюс: Bitutės, 2019. ISBN 9789986-439-54-7: ISSN 978–83–65342–80–5 39. Вызов метафизике: литовские интерпретации философии Хайдеггера. Составил А. Андрияускас. Вильнюс: LKTI, 2019. – 608 с. ISSN 1822–6523; ISBN 978609-8231-17-5
40. Альбертас Гурскас. Истоки искусства каллиграфии: тексты для Литвы. Составители А. Андрияускас, Далюте Иванаускайте. Вильнюс, Литовский национальный музей, 2020 – 176 с. ISBN 978609-478-037-0
41. Меда Нарбутайте. Живопись. Составитель А. Андрияускас. Вильнюс: Издательство Союза художников, 2020. ISBN 978609-8154-17-7
42. Comparative Culture Studies in Philosophy and Aesthetics. Приглашенный редактор. – Антанас Андрияускас // Dialogue and Universalism, Journal of the International Society for Universal Dialogue, Vol. XXX. № 3/2020. – 300 с. ISSN 1234–5792
43. Йонас Даниляускас. Среди белых ягнят. Живопись. Рисунки. Составитель А. Андрияускас. Вильнюс: LDS, 2021– 207 с. ISBN 978609-8154-21-4
44. Теоретические проблемы эстетики и философии искусства. Исследования по эстетике и философии искусства VII. Составитель А. Андрияускас. Вильнюс: LKTI, 2021– 416 с. ISBN 978609-8231-35-9; ISSN 1822–3192
45. Саулюс Круопис. Медитации: Мир цветов и символов. Составитель А. Андрияускас. – Вильнюс: Petro ofsetas, 2022 – 240 с. ISBN 978-609-8271-02-7
46. Вида Норкуте: Таинственное волшебство акварельного искусства. Составил А. Андрияускас.– Вильнюс: LKTI, 2022– 146 с. ISBN 978609-8231-42-7
47. Междисциплинарные взаимодействия эстетики, философии искусства и психологии искусства. Исследования по эстетике и философии искусства IX. Составил А. Андрияускас. Вильнюс: LKTI,  2022 – 552 с. ISBN 978609-8231-45-8
48. Гражина Витартайте: Открытый пейзаж. Составил А. Андрияускас. Вильнюс: LKTI, 2022 – 288 с. ISSN 2783-7165; ISBN 978-609-8231-51-9
49. Восток–Запад: сравнительные исследования XV. Составил А. Андрияускас. Вильнюс: LKTI,, 2022– 496 с. ISSN 1822-2242; ISBN 978-609-8231-52-6
50. Раймундас Маяускас: Стремление к цветовой гармонии, сост. Антанас Андрияускас. Вильнюс: LKTI, 2023. – 220 с. ISBN 978609-8231-55-7
51. Раймондас Савицкас: Метафизическая интерпретация действительности, сост. Антанас Андрияускас. Вильнюс: LKTI, 2023. – 256 с. (22 л.), ISSN 2783–7165; ISBN 978609-8231-67-0
52. Арвидас Каждайлис: В поисках подлинных истоков, сост. Антанас Андрияускас. Вильнюс: LKTI, 2023. – 528 с. (42,5 л.) ISSN 2783–7165; ISBN 978609-8231-69-4
53. SOVIJUS, том 11, № 2 (2023), ISSN 2351-4728
54. Интерпретации феномена экзистенциализма , сост.  Антанас Андрияускас. Вильнюс: LKTI, 2024. – 560 с. ISBN 978-609-8231-84-7
55. Жак Шапиро. Картины и рисунки. Коллекция Шмуэля Таца, сост. Андрияускас А., Калесинскас З. Раудондварис: Каунасский районный музей. 2024.– 142 с.
Награды
• За серию научных работ Comparative Research into Culture, Philosophy, Aesthetics, and Art он был удостоен Национальной премии Литовской науки в 2003 году и награжден другими премиями.
• Премия фонда Lumen 2005 года,
• Премия Пранаса Довидайтиса 2006 года, • Литовский студенческий представительский союз выбрал лучшего учителя страны по случаю Тысячелетия Литвы,
• Премия Варпай 2010 года.
СНОСКИ
- Official website of the Culture, Philosophy, and Arts Research Institute Website

1. ↑  Bibliothèque nationale de France Autorités BnF (фр.): платформа открытых данных — 2011.